# ۱۴۱۳ (قمری)

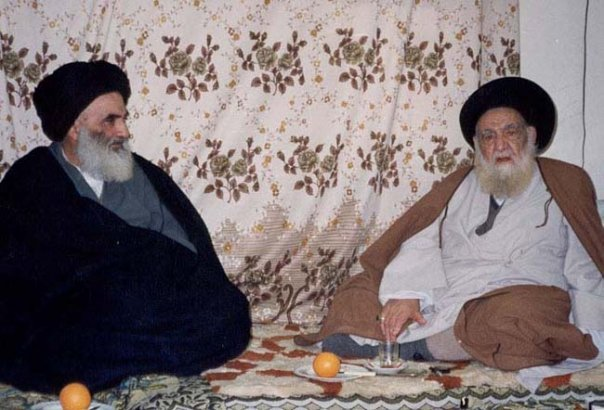
آیت‌الله خویی و آیت‌الله‌ سیستانی

۱۴۱۳ (قمری)، هزار و چهارصد و سیزدهمین سال در گاهشماری هجری قمری است. اول محرم این سال برابر با دوم ژوئیه سال ۱۹۹۲ میلادی است.

## درگذشتگان
- ۸ صفر - سید ابوالقاسم خویی مرجع تقلید شیعه